# M-decreet
Het M-decreet is een decreet van het Vlaams Parlement met ingangsdatum 1 september 2015 voor de hervorming van het buitengewoon onderwijs en het inclusief onderwijs in Vlaanderen.

## Goedkeuring
Het M-decreet werd ingevoerd onder de Vlaamse regering-Peeters II.
Het eerste voorontwerp van decreet dateert al van 3 februari 2012. Het ontwerp van decreet werd ingediend door de regering in het Vlaams Parlement op 21 november 2013. Het werd uiteindelijk goedgekeurd in de zitting van 12 maart 2014 van het Vlaams Parlement met de meerderheid van CD&V, sp.a en N-VA en de tegenstemmen van oppositiepartijen Open Vld, Vlaams Belang en Groen. Het decreet werd bekrachtigd op 21 maart 2014.

## Inhoud
‘M’ staat voor maatregelen voor leerlingen met specifieke onderwijsbehoeften.
Vlaanderen was anno 2015 koploper in het aantal leerlingen dat school loopt in het buitengewoon onderwijs. Alle Belgische overheden hebben in 2009 het VN-verdrag inzake de rechten van personen met een handicap geratificeerd en moeten dat uitvoeren. Dat bepaalt dat mensen met een handicap – 10% van de bevolking – ook recht hebben op een goed leven en op een volwaardige deelname aan de maatschappij, dus ook aan het onderwijs.
Het M-decreet was een eerste stap in de vertaling van het VN-verdrag. Het wilde meer kinderen met een beperking een plaats in het gewoon onderwijs bieden via het recht op redelijke aanpassingen om in een gewone school gewoon onderwijs te kunnen volgen.
Concreet werden leerlingen met een beperking gescreend en toegelaten in het het gewone onderwijs als de gewone school "mits redelijke aanpassing" de leerling kon opvangen. Het M-decreet biOS richtlijnen voor het zorgbeleid die de scholen dienden te volgen:

### Zorgcontinuüm[3]
Het M-decreet stelt dat het de taak van de school is om een zorgcontinuüm uit te bouwen. Hierbij doorloopt de school verschillende fases om leerlingen op een gepaste manier te begeleiden:
- Fase 0: brede basiszorg. Dit is de algemene zorg die alle leerlingen nodig hebben om zich optimaal te kunnen ontwikkelen.[4] De school biedt voor alle leerlingen dezelfde brede basiszorg met aandacht voor de noden van elke leerling.
- Fase 1: verhoogde zorg. De school gaat over naar deze fase wanneer de brede basiszorg niet langer volstaat. Er worden in deze fase extra maatregelen genomen die ervoor zorgen dat de leerling de leerdoelen toch kan bereiken. Dit kan door te remediëren, differentiëren, compenseren of dispenseren (Redicodi).
- Fase 2: uitbreiding van zorg. In deze fase krijgt het CLB een actieve rol. Er kan hierbij ondersteuning vanuit het ondersteuningsnetwerk ingeschakeld worden. Het CLB dient hiervoor een gemotiveerd verslag op te maken.
- Fase 3: individueel aangepast curriculum (IAC). Indien de bovenstaande fases doorlopen zijn en het volgen van het gemeenschappelijk curriculum nog steeds niet haalbaar blijkt, kan het CLB een verslag opstellen voor een individueel aangepast curriculum of om toegang tot het buitengewoon onderwijs te verkrijgen. Een IAC houdt in dat leerdoelen op maat van de leerling worden opgesteld en deze de doelen van het gemeenschappelijk curriculum niet hoeft te halen.

### Handelingsgericht werken (HGW)[3]
Het M-decreet stelt dat elke school de 7 uitgangspunten van het handelingsgericht werken dient toe te passen om kwaliteitsvol onderwijs te kunnen bieden.
De uitgangspunten:
1. De onderwijsbehoeften van de leerling staan centraal
2. Afstemming en wisselwerking tussen leerlingen, leerkrachten, ouders en de school verbetert de aanpak.
3. De leerkracht speelt een belangrijke rol bij de positieve ontwikkeling van de leerling.
4. De focus dient te liggen op de positieve aspecten van leerlingen, leerkrachten, ouders en de school.
5. Samenwerken met leerlingen, leerkrachten, de school en de ouders is noodzakelijk.
6. Er worden doelen geformuleerd en er wordt bekeken wat er nodig is om deze doelen te kunnen bereiken.
7. Er wordt systematisch, stapsgewijs en transparant gewerkt.

## Evolutie
Met de invoering van het decreet werd verwacht dat het aantal leerlingen in het buitengewoon onderwijs sterk zou verminderen. Daardoor zou ook de tewerkstelling in het buitengewoon onderwijs verminderen. Deze vrijgekomen ambten zouden dan kunnen worden ingezet om leerkrachten of leerlingen in het gewone onderwijs te ondersteunen.
In de praktijk had het M-decreet een aantal ongewenste gevolgen, zoals de overdiagnose van vooral kleuters, en een grote administratieve belasting. Daarom wordt gewerkt aan een wijziging van het decreet: het Decreet Leersteun. Ook is er mogelijke overlapping met het reeds bestaande geïntegreerd onderwijs en Buitengewoon onderwijs.
In 2024 adviseerde de Commissie Inclusief Onderwijs om tegen 2040 naar een eengemaakt schoollandschap te gaan, meer bepaald: geen onderscheid meer tussen gewoon en buitengewoon onderwijs, geen verdeling meer in types en geen verdere medicalisering.